# Pipizella cornuta
Pipizella cornuta är en tvåvingeart som beskrevs av Kuznetzov 1987. Pipizella cornuta ingår i släktet rotlusblomflugor, och familjen blomflugor. Inga underarter finns listade i Catalogue of Life.